# Antonio Watson
Antonio Watson, född 11 september 2001, är en jamaicansk kortdistanslöpare.

## Karriär
I augusti 2023 vid VM i Budapest tog Watson guld på 400 meter efter ett lopp på 44,22 sekunder.

## Personliga rekord
Utomhus
- 200 meter – 20,49 (Kingston, 24 juni 2023)[3]
- 400 meter – 44,13 (Budapest, 22 augusti 2023)[3]